# Guitar Hero Encore: Rocks the 80s
Guitar Hero Encore: Rocks the 80s (conegut a Europa com Guitar Hero: Rocks the 80s) és un videojoc musical desenvolupat per Harmonix i distribuït per RedOctane i Activision. Es tracta de la tercera entrega de la saga Guitar Hero però concretament n'és una expansió del segon títol, el Guitar Hero II. El videojoc va ser llançat durant el juliol i l'agost de l'any 2007.
El joc es caracteritza per utilitzar un controlador en forma de guitarra perquè el jugador pugui simular que està tocant la guitarra en un grup de rock. En tractar-se d'una expansió, el controlador es ven separat del joc i el sistema de joc és totalment igual, amb l'única variació de nou material com una nova banda sonora, personatges i escenaris, tot centrada en la dècada dels anys 80 a més d'altres personatges.
Tot i l'èxit dels seus predecessors, aquest no va tenir tan bona rebuda a causa de la manca de novetats i d'una banda sonora molt reduïda. Aquest videojoc va ser l'últim que va desenvolupar Harmonix de la saga, ja que Activision va adquirir els drets de la saga i els va delegar a la seva divisió Neversoft. Després d'això, Harmonix es va convertir en la competència dedicant-se a crear una nova saga, el Rock Band. Abans de començar el desenvolupament del joc es va produir la pèrdua dels drets per part d'Harmonix. Això representa que aquesta expansió es va realitzar per una obligació contractual amb RedOctane, ja que Harmonix ja estava treballant en la nova saga, i això va afectar en la qualitat d'aquest videojoc.

## Història
Després del gran èxit que va tenir llançament del Guitar Hero II, RedOctane va anunciar que iniciaria un conjunt expansions per la saga centrats en diferents tipus de gèneres. El videojoc va ser anunciat inicialment per la revista EGM el gener de 2007 com a Guitar Hero: 1980s Edition, i posteriorment es va anunciar el seu llançament per l'estiu del mateix any. Activision va revelar els primers detalls del joc durant el maig i també va anunciar el canvi de títol per Guitar Hero: Rocks the 80s. Només unes setmanes després, el títol es va tornar a revisar per posar el ja definitiu Guitar Hero Encore: Rocks the 80s. Tot i això, la paraula Encore va ser retirada del títol en el llançament europeu.

## Jugabilitat
El mecanisme del joc és pràcticament idèntic al seu predecessor, el Guitar Hero II. Les diferències són bàsicament estètiques, sis personatges nous (Johnny Napalm, Judy Nails, Izzy Sparks, Pandora, Axel Steel i Grim Ripper) amb estils típics dels anys 80. Els escenaris són gairebé els mateixos que l'anterior o, si més no, han estat redissenyats amb la influència dels anys 80.

## Banda sonora
Tal com indica el títol totes les cançons pertanyen a aquesta dècada, encara que se n'ha fet una excepció amb "Because, It's Midnite" que és del 2003 però es parodia l'estil dels anys 80. El repertori final es va desvetllar el 28 de juny de 2007 amb un total de 30 cançons, de les quals només cinc són gravacions originals mentre la resta són versions realitzades per WaveGroup Sound. De moment, es tracta de l'única edició de la saga que no conté cançons de bonificació.

## Recepció
El Guitar Hero Encore: Rocks the 80s va ser llançat enmig de crítiques molt poc entusiastes i va ser rebut en general, amb molts menys elogis que els dos títols anteriors. Un dels punts crítics va ser el preu massa elevat de 49,99$ considerant la banda sonora tan reduïda. L'altre punt important era la mateixa banda sonora, que tot i que alguns consideraven com a sòlida, la majoria van criticar la mala selecció de cançons. Fins i tot, la revista GameSetWatch indicava que es notava massa que el joc es tracta d'una obligació contractual per part de Harmonix, ja que els canvis respecte al Guitar Hero II són mínims.

### Controvèrsia
El 21 de novembre de 2007, la banda The Romantics va denunciar a Activision, RedOctane, Harmonix i Wavegroup Sound per la realització d'una versió sobre la cançó "What I Like About You" que hi ha al joc. Mentre els desenvolupadors asseguraven que havien adquirit els drets per realitzar la versió al joc, el grup de música al·legava que la versió era "pràcticament indistingible de la versió autèntica i això podria induir als usuaris a creure que la banda realment havia gravat la cançó pel videojoc". El 20 de desembre de 2007, Activision va guanyar el requeriment judicial preliminar pel qual s'impedia el bloqueig de les vendes del joc, encara que les qüestions sobre danys i perjudicis encara segueixen sense determinar. La celebració de l'audiència final estava programada pel dia 9 de juliol de 2008.